# 립스틱 온 유어 칼라
립스틱 온 유어 칼라(Lipstick on Your Collar)는 1993년 2월 21일부터 3월 28일까지 채널 4에서 방영된 텔레비전 드라마이다.